# 亚历山大·瓦列里耶维奇·帕夫洛夫
亚历山大·瓦列里耶维奇·帕夫洛夫（羅馬化：Aliaksandr Valierjevič Paŭlaŭ；1973年7月9日—）是白俄罗斯摔跤运动员。在1996年夏季奥运会上，他获得了男子希腊罗马轻量级（48公斤以下）银牌。帕夫洛夫还在1994年世界摔跤锦标赛上获得了相同重量级别的银牌。